# Cuesta de Gos (manzana)
Cuesta de Gos es una  variedad cultivar de manzano (Malus domestica) Esta manzana es originaria de la Región de Murcia cultivada tradicionalmente en Águilas y Campo de Cartagena. Se está cultivando en el vivero de ANSE "Asociación de Naturalistas del Sureste", donde cultivan variedades frutícolas y hortícolas de la herencia para su conservación y recuperación de su cultivo.

## Sinónimos
- “Manzana de la Cuesta de Gos“
- "Manzana de Secano".

## Historia
Las manzanas "bíferas" como son las de 'Cuesta de Gos' se cultivaban en Calabria en el siglo I; se tratan de manzanos que podría tratarse de antecesores de la variedad cultivada en el municipio de Águilas a partir de sierpe o esqueje.
El manzano de la 'Cuesta de Gos' estuvo en tiempos muy cultivado en la Región de Murcia, sobre todo en las zonas de Águilas y Campo de Cartagena; en los tiempos actuales se encuentra prácticamente en el olvido.
A principios del siglo XXI gracias a una campaña de ACUDE (Asociación de la custodia del territorio y desarrollo sostenible)  se encontraron los primeros pies en una huerta de la antigua aldea minera de La Cuesta de Gos, en el municipio de Águilas. Investigaciones posteriores facilitaron la localización de unos pocos ejemplares arbustivos en cultivos abandonados de la Sierra de la Almenara, municipio de Lorca.
La 'Manzana de la Cuesta de Gos' que, si bien en los últimos años prácticamente se había extinguido, gracias al trabajo de asociaciones empeñadas con la preservación del patrimonio del biotopo murciano, este proceso se ha revertido, ya que se están desarrollando nuevos cultivos para que esta variedad tan jugosa y dulce de fruta adquiera un lugar destacado por singularidad y calidad.
También está cultivando en la Región de Murcia en el vivero de ANSE "Asociación de Naturalistas del Sureste", donde cultivan variedades frutícolas y hortícolas de la herencia para su conservación y recuperación de su cultivo.

## Características
El manzano de la variedad 'Cuesta de Gos' tiene un vigor elevado, y necesita poca agua para su desarrollo pudiendo tenerlo cultivado de secano; es una variedad "bifera" (es decir con dos frutos por temporada, y dos floraciones) con la primera floración en los meses de marzo y abril, y la segunda floración en los meses de agosto a septiembre; las flores se presentan en corimbos de 3 a 7 pétalos rosados, diámetro de la flor de 2,5 a 3,5 cm; estambres 20 a 25, estilos 5 libres.
La variedad de manzana 'Cuesta de Gos' tiene un fruto de tamaño de pequeño a mediano 4-5 x 4,5 cm, de forma cónica a esférica, piel lisa, y color de fondo amarillo verdoso, con sobre color chapas de rubor anaranjado en la zona expuesta al sol en el momento de la recolección.
Carne blanco-crema de grano fino. Sabor muy dulce cuando madura, cuando más verde con una pequeña acidez. Muy aromática y jugosa, fresco dulzor fragante y peculiar aroma.
Como variedad "bífera" que es presenta dos cosechas de fruta por temporada; la primera en junio siendo la principal y más abundante; la segunda cosecha se recoge en octubre siendo la cosecha menos abundante que la primera.